# Bergasa
Bergasa tỉnh và cộng đồng tự trị La Rioja, phía bắc Tây Ban Nha. Đô thị này có diện tích là 27,09 ki-lô-mét vuông, dân số năm 2009 là 164 người với mật độ 6,05 người/km². Đô thị này có cự ly 43 km so với Logroño.